# Microsargane ornatipennis
Microsargane ornatipennis är en insektsart som beskrevs av Victor Lallemand 1927. Microsargane ornatipennis ingår i släktet Microsargane och familjen spottstritar. Inga underarter finns listade i Catalogue of Life.